# Kaskádové pohoří
Kaskádové pohoří (anglicky Cascade Range, zkráceně Cascades) je jedno z hlavních horských pásem na západě Severní Ameriky. Rozkládá se od jižní části Britské Kolumbie v Kanadě, přes americké státy Washington, Oregon, až po severní část Kalifornie. Pohoří je 900 km dlouhé, šířku má 140 až 200 km, je bohaté na lesy. Velká část pohoří je vulkanického původu (nachází se zde okolo 120 vulkánů, z nichž některé jsou činné). Řada vrcholů dosahuje nadmořských výšek přes 3 000 m, nejvyšší horou je Mount Rainier (4 392 m) ve státě Washington. V Oregonu je nejvyšší Mount Hood (3 424 m). Název pohoří dala průlomová údolí řek s peřejemi a kaskádami, které vytváří například řeka Columbia.
Kaskádové pohoří je částí vulkanického řetězu zvaného Ohnivý kruh. Všechny historicky známé sopečné erupce v pevninské části Spojených států, kromě Aljašky, se odehrály v uvedeném pohoří. Dvě z posledních se odehrály na Lassen Peaku mezi lety 1914 a 1921 a obrovská erupce Mount St. Helens v roce 1980. K menším erupcím na Mount St. Helens však dochází častěji (naposledy v roce 2006).

## Geografie
Kaskádové pohoří se rozpíná mezi horou Lassen Peak v severní Kalifornii a soutokem řek Nicola a Thompson. Fraserova řeka pak odděluje pohoří od Pobřežních hor. Nejvyšší sopky jsou zvané Vysoké Kaskády a obvykle převyšují své okolí o sto procent. Nejvyšší vrcholky, jako například Mount Rainier jsou viditelné až 160 kilometrů daleko.

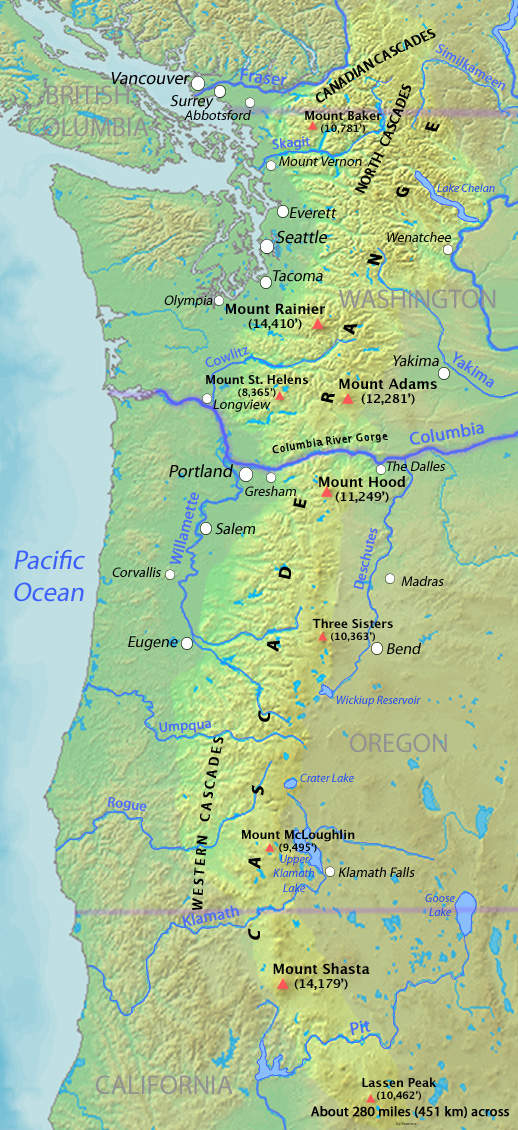
Mapa pohoří s hlavními vulkanickými vrcholy

Severní část pohoří, na sever od hory Mount Rainier je v USA známa jako Severní Kaskády, v Kanadě jako Kaskádové hory. Celkově je tato část pohoří drsnější a má specifický, strmější reliéf. Průsmyky dosahují největší výšky jednoho kilometru. Severní část Severních Kaskád je ale méně ledovcová a spíše připomíná náhorní plošinu.
Kvůli blízkosti k Tichému oceánu a převládajícím západním větrům jsou zdejší srážky velice bohaté, především na západních svazích. Mount Baker, kde napadne 3 800 mm srážek ročně, dokonce zaznamenala v roce 1999 rekord, když zde napadlo nejvíce sněhu v jedné zimě. Není ani nezvyklé, že na některých místech napadne až 5 500 mm sněhu, jako třeba u jezera Lake Helen, které leží na úpatí Lassen Peaku a je jedním z nejzasněženějších míst na světě. Většina Vysokých Kaskád je sněhově bílá po celý rok. Západní svahy nejčastěji zarůstá douglaska, jedlovec západní a olše červená, na sušších východních svazích žijí borovice těžká a ve vyšších nadmořských výškách také modřín západní. Kvůli srážkovému stínu napadne na východní svahy ročně pouze 200 mm srážek.
Na východ od Kaskád se nacházejí aridní stepi, které byly vytvořeny před šestnácti miliony let proudy výlevného čediče. Tyto horniny nyní tvoří východní část Washingtonu, Oregonu, severní část Kalifornie a západní část Idaha, která je zvaná Columbijská náhorní plošina. Roklina řeky Columbie je nyní jediným hlavním zlomem v pohoří.

### Členění

#### Severní Kaskádové pohoří
V Severních Kaskádách je méně vulkánů, nejvyšší štíty jsou často tvořeny granitem. Ve stavbě pohoří jsou také často zastoupeny paleozoické a mezozoické sedimenty. Pohoří charakterizují těžko přístupné hory s vysokými hřbety a strmými svahy. Na některých vrcholcích hor jsou ledovce, pod nimi se rozkládají alpské louky, na úpatí hory rostou jehličnaté lesy. Nejvíce jsou zastoupené borovice, smrky a sekvoje. K nejvyšším sopkám náleží Mount Baker (3 276 m) a Glacier Peak (3 221 m). Nachází se zde také řada jezer. K největším náleží jezero Chelan ve státě Washington. Má délku více než 100 km a hloubku okolo 120 m.

#### Střední Kaskádové pohoří
Střední část pohoří je nejdelší. Rozkládá se od průsmyku Snoqualmie Pass ležícího severně od Seattlu, na severu státu Washington, až k jezeru Klamath na jihu Oregonu. Tato část pohoří je tvořena vulkány. Vznikla ve dvou vulkanických fázích. První probíhala od eocénu do miocénu. Druhá fáze začala v pliocénu, vrcholila v pleistocénu a přetrvává do současné doby. Pohoří je tvořeno andezity a bazalty. Vulkány tvoří samostatné hory nebo jsou ve skupinách. K největším vulkánům pohoří náleží Mount Rainier (4 392 m), nejvyšší hora Kaskádového pohoří, dále Mount Adams (3 751 m), Mount Hood (3 426 m), nejvyšší hora Oregonu a Mount Jefferson (3 199 m). Za výjimečné je v oblasti považované jezero Crater Lake, které je součástí Národního parku Crater Lake. V pohoří se také nachází sopka Mount St. Helens, jejíž výbuch v květnu 1980, byl největším sopečným výbuchem ve Spojených státech ve 20. století.

#### Jižní Kaskádové pohoří
Jižní Kaskády tvoří přibližně čtvrtinu rozlohy celého Kaskádového pohoří. Rozkládají se v délce 250 km od jezera Klamath v jižním Oregonu až k průsmyku Bumpass Hell na jihu v severní Kalifornii (průsmyk je považován za hranici mezi Kaskádovým pohořím a Sierrou Nevadou). Reliéf tvoří plošiny s nadmořskou výškou okolo 2 500 m, z nichž vystupují jednotlivé vulkány. K nejvíce známým a nejvyšším náleží stratovulkán Mt. Shasta (4 317 m), druhá nejvyšší hora Kaskádového pohoří a na jihu ležící Lassen Peak (3 187 m), do výbuchu Mount St. Helens jediná činná sopka v oblasti.

## Historie
Původní obyvatelé obývali oblast Kaskádového pohoří po tisíce let a vytvořili tak i různé legendy a mýty. Podle některých z těchto příběhů sloužily hory Mount Baker, Mount Jefferson a Mount Shasta jako perfektní úkryt před velkými záplavami. Jiné příběhy, jako například „Příběh o mostu Bohů“, zobrazují hory jako Mount Hood či Mount Adams jako božské válečníky, kteří spolu bojovali a házeli na sebe kameny či oheň. Mount St. Helens, která ještě v té době vypadala pěkně, byla nádhernou pannou, o kterou tyto dvě hory mezi sebou bojovaly. Jeden z příběhů o Mount Baker vypráví, že hora byla kdysi ve sňatku s Mount Rainier a žila v její blízkosti. Poté, co se rozvedly prý Mount Baker utekla na sever. Původní obyvatelé také vymysleli mnoho vlastních názvů pro tyto hory, nejznámější pro bělochy je nejspíš Tahoma označující Mount Rainier.
Legendy o Mount Rainier vyprávějí také o skrytých slujích se spícími obry. Ostatní sopky ve Washingtonu prý obývají různá strašidla a kalifornská Mount Shasta je prý domovem obyvatel ztracené Lemurie, mimozemšťanů či elfů.
Jako první Evropan prozkoumal pohoří kapitán George Vancouver, který pojmenoval několik štítů. Později prošla pohořím expedice Lewise a Clarka, využila přitom řeku Columbia. Pro původní obyvatele Ameriky jsou nevyčerpatelnou studnicí pověr a mýtů, taktéž jsou údajně domovem jednoho z mytických zvířat - Bigfoota.
Na jaře 1792 se do oblasti Pugetova zálivu dostal britský cestovatel George Vancouver a začal dávat anglická jména vysokým horám, které viděl. Mount Baker byla pojmenována po jednom z Vancouverových poručíků, Mount St. Helens po významném diplomatovi, Mount Hood po admirálovi Samueli Hoodovi a Mount Rainier po admirálovi Peteru Rainierovi. Vancouver ale nepojmenoval pohoří, ve kterém se vrcholy vztyčovaly. Poté vzkvetl námořní obchod v oblasti a vrcholky hor se staly známějšími, především mezi britskými a americkými námořníky.
V roce 1805 přešla přes pohoří po řece Columbii, která byla dlouho jedinou cestou jak pohoří překonat, expedice Lewise a Clarka. Obchod na dolním toku Columbie před expedicí neexistoval, významně se o něj ale zasloužil David Thompson ze společnosti Hudson Bay Company a také jeho kolega Simon Fraser. Osadníci a obchodníci, kteří expedici následovali, tak museli překonat už pouze jednu překážku - Kaskádové peřeje v roklině řeky Columbie, které jsou nyní skryty pod Bonnevillovou přehradou. Před dlouhou dobou se pohoří říkalo „hory u kaskád“, později pouze „Kaskády“. Jméno „Kaskádové pohoří“ jako první použil skotský botanik David Douglas. Na zpáteční cestě Lewise a Clarka zahlédla jejich skupina bílý vrcholek, který pojmenovali po Thomasi Jeffersonovi, který expedici sponzoroval, Mount Jefferson.
V roce 1814 se Alexander Ross, obchodník s kožešinou pro Hudson Bay Company, pokusil najít cestu přes pohoří a tak je mezi pevností Fort Okanogan prozkoumal a překonal. V jeho reportáži o cestě ale není jasně zřetelné, kudy vlastně putoval. Pravděpodobně následoval dolní tok řeky Methow až do hor, kde se Kaskádovým průsmykem dostal k řece Skagit. Stal se prvním Evropanem, který prozkoumal okolí řek Methow a nejspíš také Stehekin. Kvůli obtížnosti překročení pohoří a malému množství bobrů, které zde žilo, se obchodní společnosti už mockrát po Rossovi neodhodlali vypravit přes hory expedici.

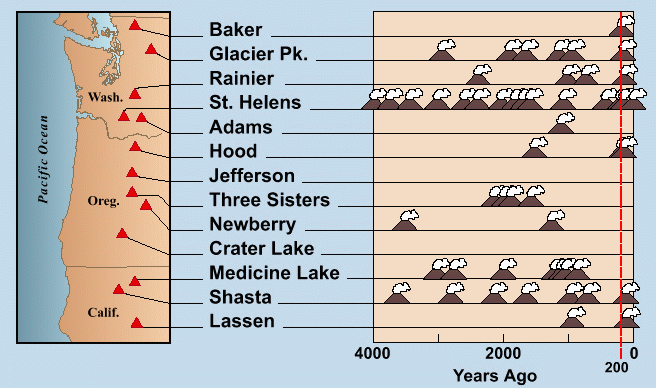
Sopečná činnost vulkánů Kaskádového pohoří za posledních 4000 let

Průzkum a osídlení oblasti Evropany a Američany bylo zrychleno postavením jedné ze základen Hudson Bay Company, Fort Vancouver, která leží nedaleko dnešního Portlandu. Odtud putovaly skupiny lovců kožešin do Kaskádového pohoří za účelem lovení bobrů a dalších zvířat s kožešinou. Siskiyouská stezka byla příkladem cesty, která jim pomohla prozkoumat jižní Kaskády ve dvacátých a třicátých letech 19. století, čímž se zaměstnanci Hudson Bay Company stali prvními nedomorodými lidmi, kteří do těchto částí světa putovali.
V roce 1846 probíhala debata o státní hranici mezi USA a Kanadou v oblasti, která byla nakonec stanovena na 49. rovnoběžku, čímž protínala Kaskádové pohoří jen kousek severně od Mount Baker. Trasa Hudson Bay Company, zvaná York Factory Express, která zásobovala především, ale nejen kožešinou továrnu York Factory, následovala řeky Okanogan a Columbia okolo východních hranic pohoří. Průsmyky v horách bývaly využívány pouze zřídka. Výjimkou je ale Nacheský průsmyk, který byl používán při nahánění dobytka nebo koní do pevnosti Fort Nisqually. Hudson Bay Company používala také Yakimský průsmyk. Blewettovým průsmykem vede silnice U.S. Route 97.
Americké osídlení západního pobřeží začalo až ve čtyřicátých letech 19. století, čemuž přispěla nejprve Oregonská stezka a později také železnice. I přesto, že pohoří nyní protíná železnice i několik důležitých dálnic a fungoval zde výrazný dřevozpracující průmysl, zachovalo si pohoří kouzlo alpínské divočiny. Většina severní části pohoří, od hory Mount Rainier na sever, je chráněna národními, státními i provinčními parky.
Kanadská strana pohoří má také svou historii, která zahrnuje zlatou horečku ve Fraserově kaňonu mezi lety 1858 a 1860 a s ní spojovanou, proslulou Caribooskou stezku i další stezky založené společností Hudson Bay Company ze západního pobřeží do vnitrozemí.
Jižní koridor železnice Canadian Pacific Railway protínal pohoří skrz průsmyky a údolí řeky Coquihally po jedné z nejstrmějších a nejzasněženějších cest jihozápadní Kanady. Nedaleko města Hope v Britské Kolumbii jsou tunely v provinčním parku Coquihallský kaňon, které byly dříve částí železnice Kettle Valley Railway a nyní jsou společně s kaňonem populární turistickou atrakcí. Kaňon využívá také Coquihallská dálnice, která byla postavena z dotací pro Expo 86, které se konalo ve Vancouveru a nyní je hlavní spojkou mezi vnitrozemím a pobřežím Pacifiku v Kanadě. Dříve proudila doprava především skrz Fraserův kaňon nebo Allisonův průsmyk, kudy vede dálnice Crowsnest Highway.

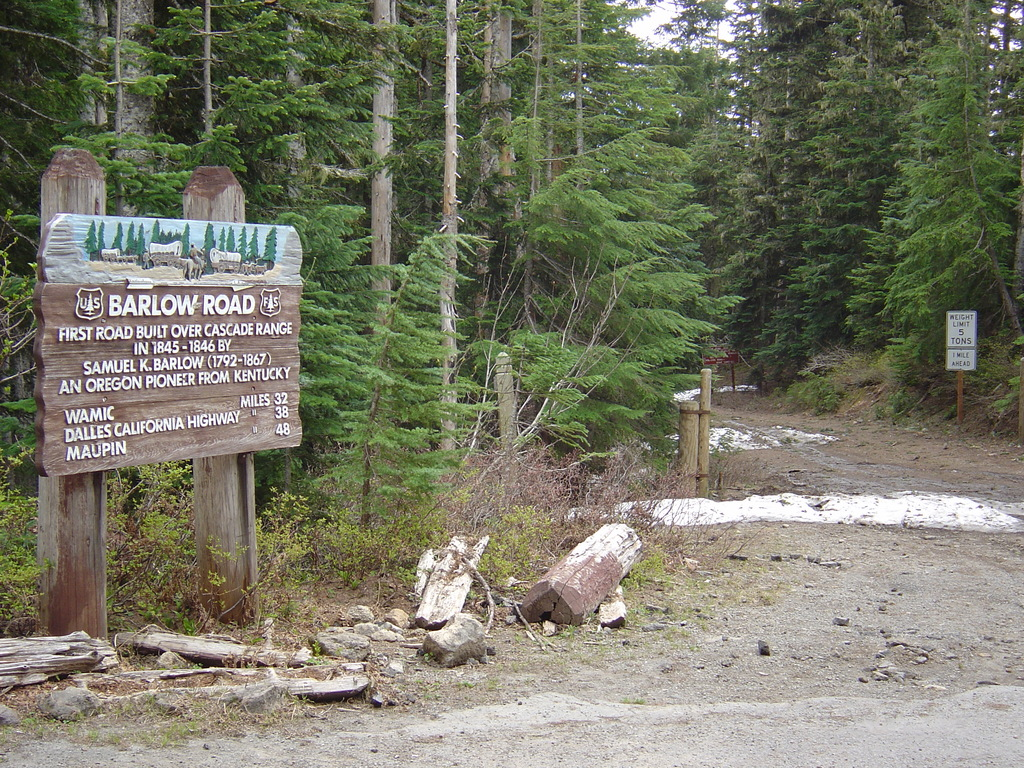
Křižovatka Barlowovy stezky s oregonskou silnicí č. 35

Barlowova stezka byla první cestou přes pohoří v roce 1845, kdy sloužila jako přípojka k Oregonské stezce. Dříve museli osadníci překonávat nebezpečné peřeje na řece Columbii. Barlowova stezka nejprve opustila řeku Columbii v Hood Riveru, pak obešla jižní stranu Mount Hood v Government Campu a nakonec skončila v Oregon City. Na stezce se dokonce platilo mýtné, které činilo pět dolarů za vůz, i přesto se ale stala velice úspěšnou.
Dále pomáhala osadníkům vyhnout se peřejím na Columbii také Appleagatova stezka. Ta nejprve používala Kalifornskou stezku až do severní Nevady, kde zabočila západně do severní Kalifornie, odkud pokračovala na severozápad až do oregonského Ashlandu. Dále mohla být z Ahslandu na sever, do Willamettské nížiny, použita Siskiyouská stezka.
S výjimkou erupce severokalifornského Lassen Peaku v roce 1915 bylo pohoří klidné celé století. Až v květnu 1980 si získala pozornost celého světa svou obrovskou erupcí Mount St. Helens. Výzkumy pak dokázaly, že pohoří se může stát dvakrát tak sopečně aktivním, než mezi lety 1800 a 1857, kdy se zde odehrálo osm erupcí. Od roku 1980 ale žádná erupce ještě neproběhla. I tak byla zavedena preventivní opatření, například na Mount Rainier, které varuje před lahary.
Kaskádové pohoří je podle FBI místem, kam D. B. Cooper vyskočil z ukradeného Boeingu 727 v roce 1971. Osud jednoho z nejodvážnějších zločinců americké historie je doposud neznámý. Oficiální stanovisko FBI praví, že Cooper skok nepřežil, přestože stále probíhá vyšetřování v oblasti.

## Využití pro člověka
Půda pod pohořím je pro zemědělství celkově dobrá, především západně (po směru větru) od velkých sopek a to proto, že vulkanické horniny jsou bohaté na draslíkové minerály, například draselný živec, které se navíc snadno rozkládají. Svůj podíl na kvalitě mají také lahary a sníh s ledem, které skladují vodu. Zasněžené hory, jako například Mount Hood, jsou v zimě využívány jako lyžařská letoviska. Voda, kterou tyto sněhy a ledy zadržují, je pak odplavena do vodních nádrží, kde je po nějaké době přeměněna její potenciální energie na elektřinu a poté je využívána pro zavlažování zemědělských ploch.

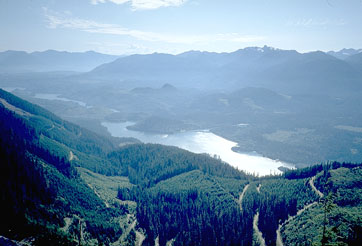
Údolí řeky Baker

Díky hojnosti rychlých potoků byly na velkém množství západně proudících řek vystavěny přehrady s vodními elektrárnami. Jedna z nich, Rossova přehrada, která přehrazuje řeku Skagit, vytváří Rossovo jezero, které protíná hranici s Kanadou až o tři kilometry jihovýchodně od města Hope. Na úpatí hory Mount Baker jsou přehrady na řece Baker, která tak vytváří vodní nádrž Lake Shannon a Bakerovo jezero.
K tomu je zde další velké množství geotermální energie, kterou mohou Kaskády vyprodukovat. USGS se tímto faktem zabývá. V oregonském městě Klamath Falls už pro tuto energii ale využití našli, zdejší domy jsou vytápěny parou z blízké sopky. Nejvyšší teplota, která kdy byla v pohoří naměřena je 265 °C, 937 metrů pod dnem kaldery sopky Newberry.

## Sopky

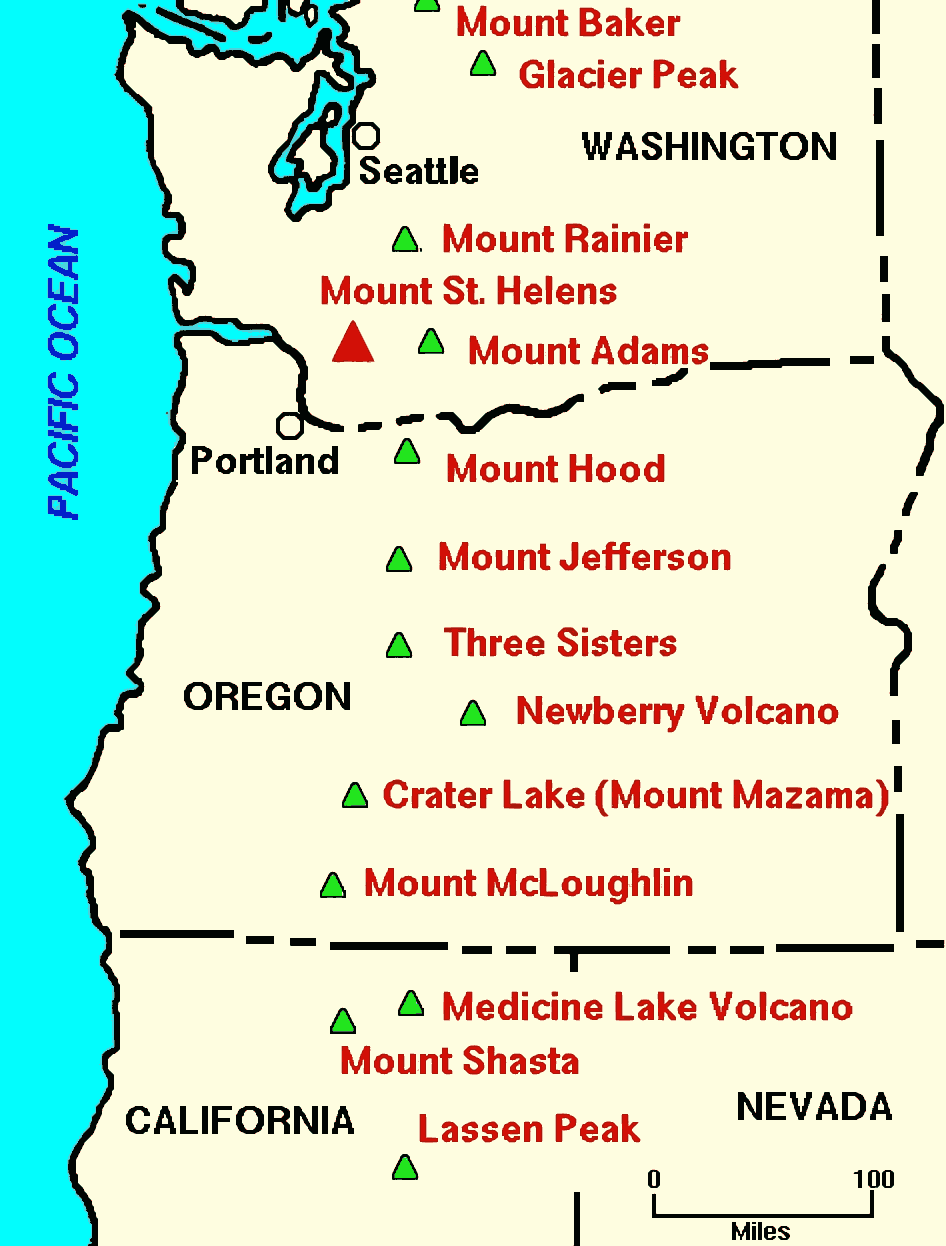
Mapa důležitých sopek Kaskádového pohoří

Sopky jižně od řeky Fraser jsou částí Kaskádových sopek, které patří do Kaskádového pohoří. Následující seznam je seřazen směrem od severu k jihu.

### Severní Kaskády

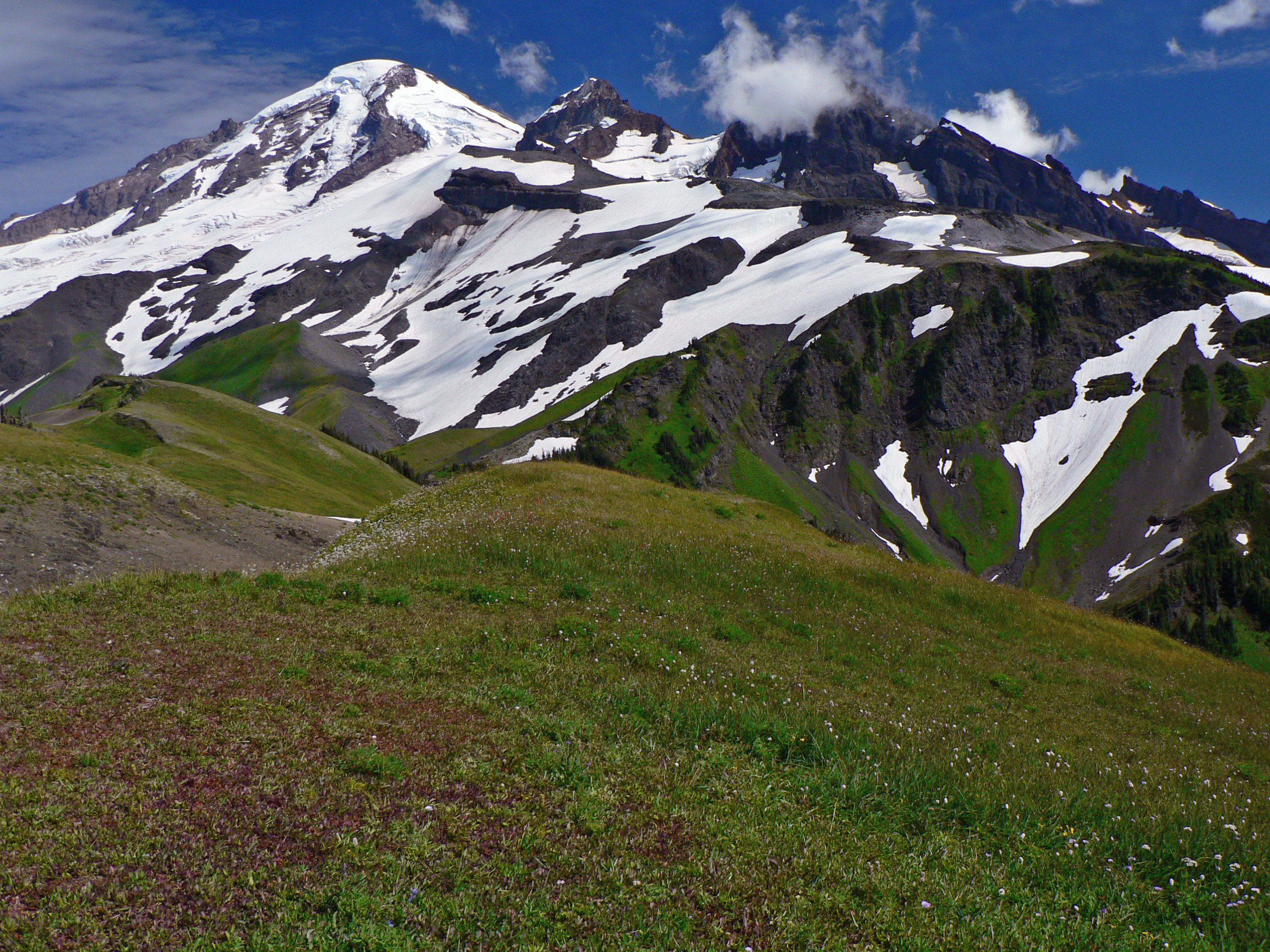
Mount Baker

- Coquihalla Mountain (jižní Britská Kolumbie) - nejvyšší bod pohoří Bedded Range
- Mount Baker (nedaleko hranic USA s Kanadou) - nejvyšší bod severního Washingtonu. Stále aktivní vulkán, pára proudící z jeho kráteru je viditelná poměrně často. Jedná se o jedno z nejzasněženějších míst světa, rekord zde byl zaznamenán v roce 1999.
- Glacier Peak (severní Washington) - poměrně nepřístupný vrchol, v ironii s jeho jménem není jeho ledovcový obal až na vrchu. Vulkán je překvapivě malý, těží z toho, že vznikl na vrcholu nevulkanického hřebenu.

### Vysoké Kaskády

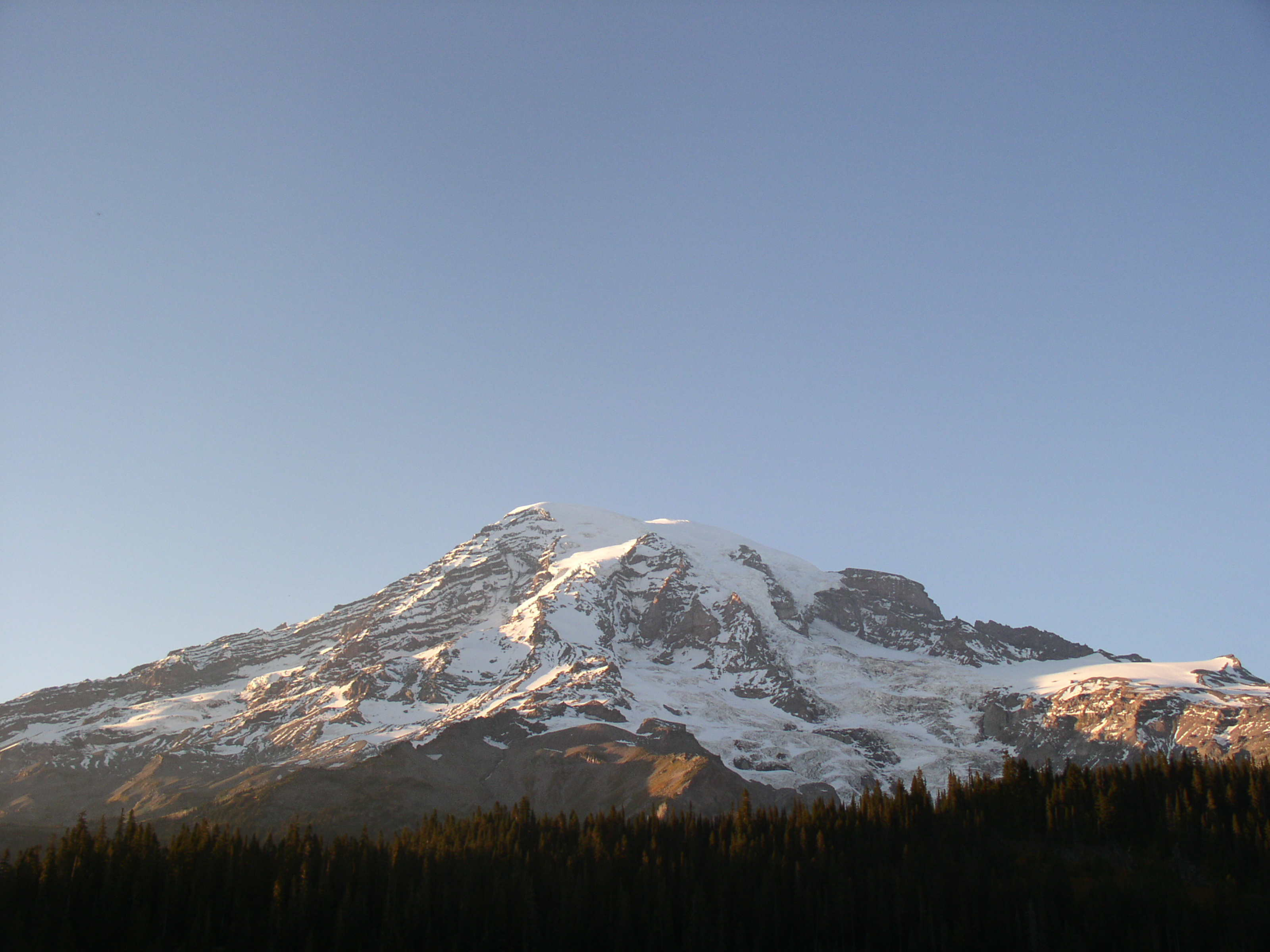
Mount Rainier

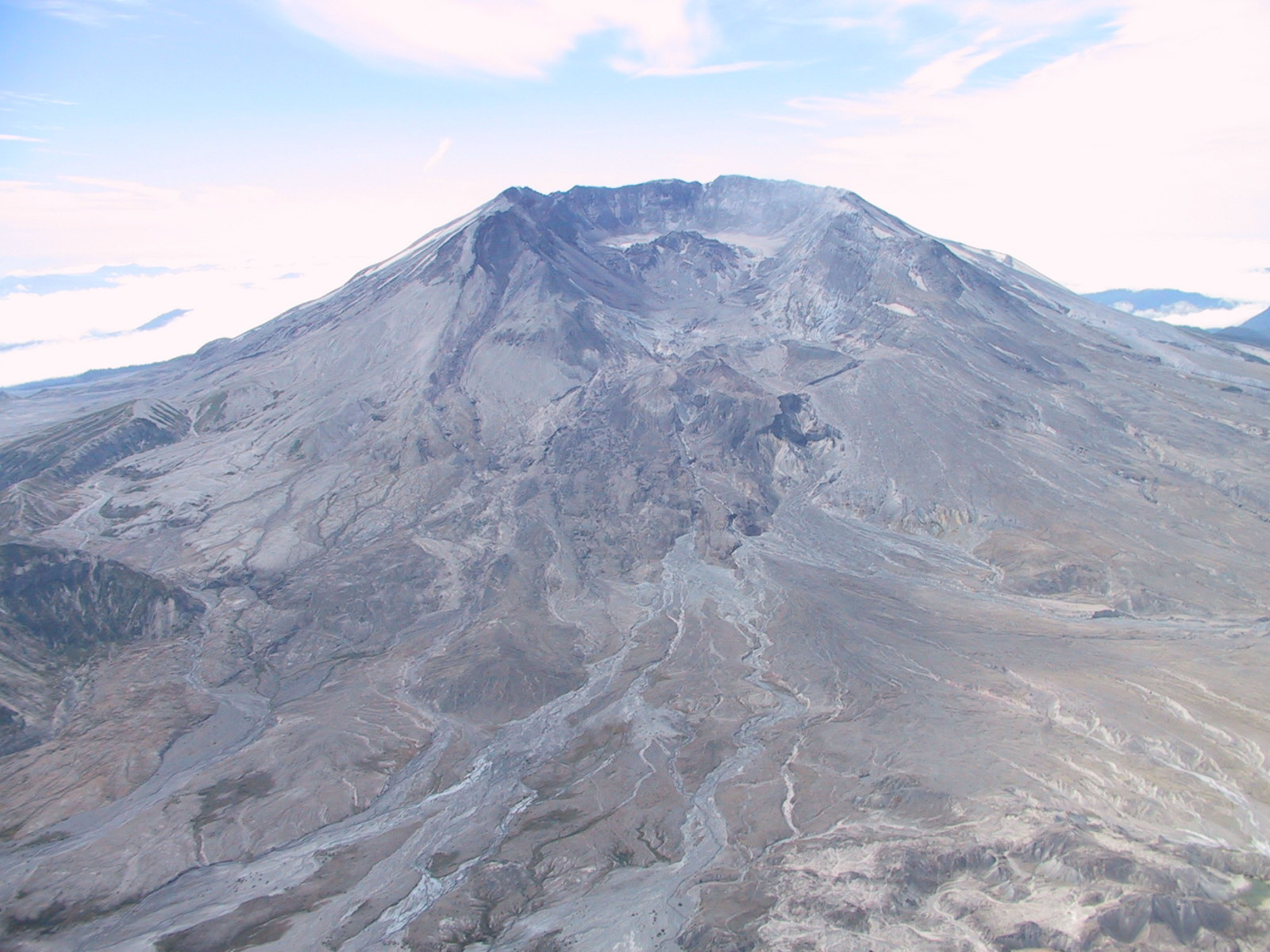
Mount St. Helens

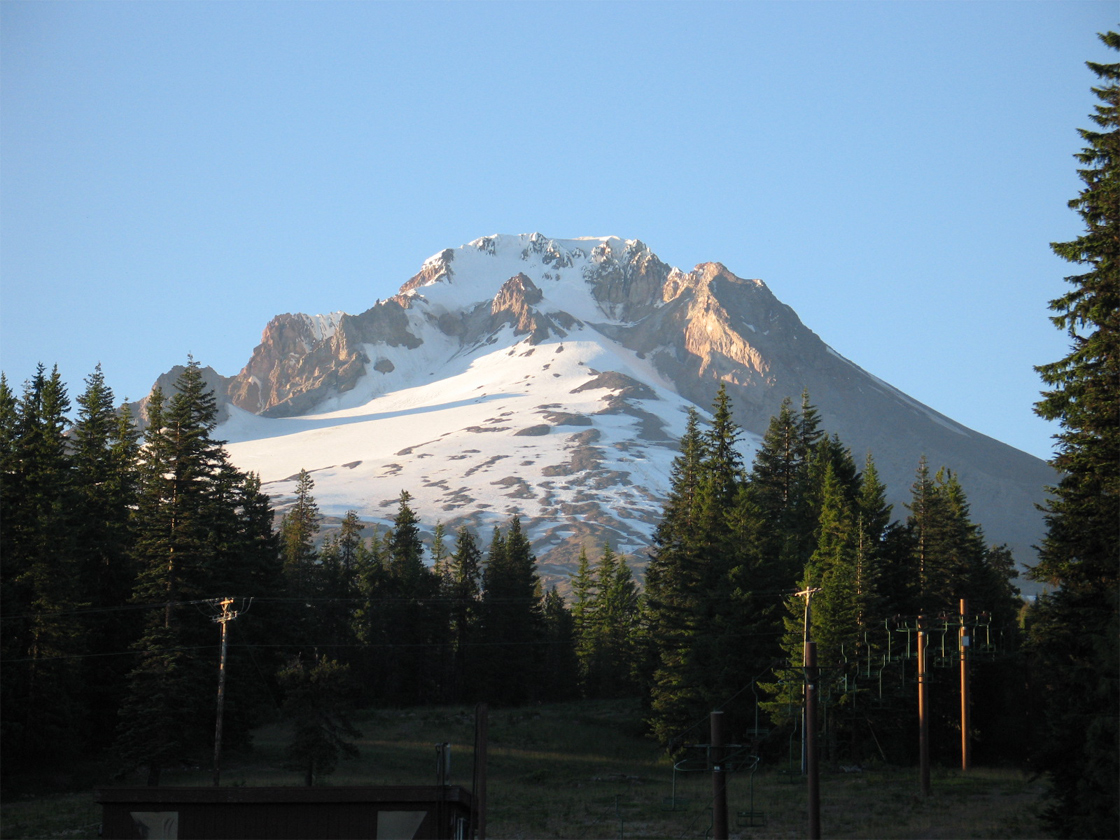
Mount Hood

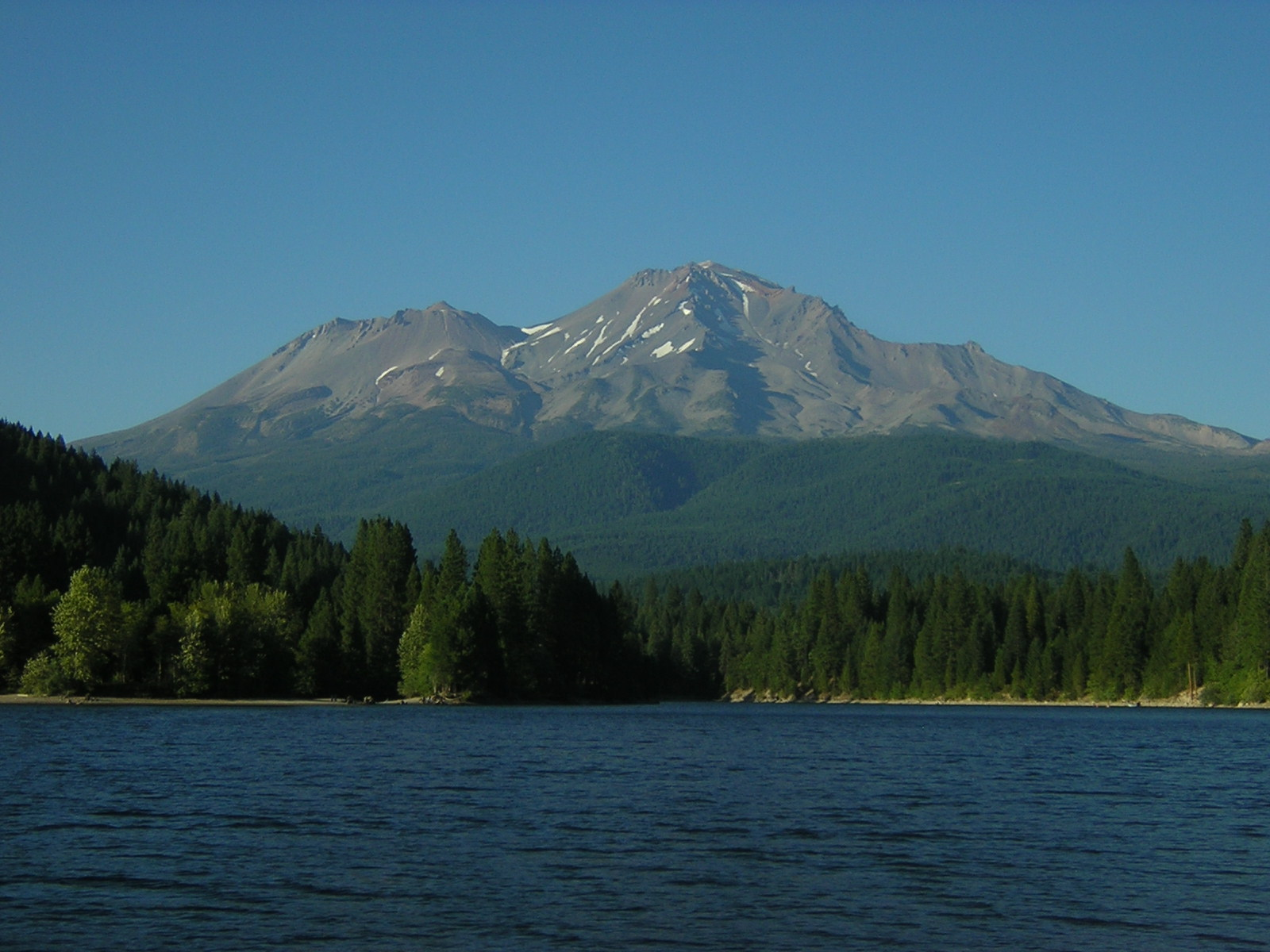
Mount Shasta

- Mount Rainier (jihovýchodně od Tacomy) - nejvyšší hora Kaskádového pohoří. Severně od ní neexistuje žádný větší vrchol až k hranici Aljašky s Kanadou.
- Mount St. Helens (jižní Washington) - vybuchla v roce 1980, vymýtila všechny lesy na sever od ni, severní část jejího vrcholu explodovala a byla zničena.
- Mount Adams (východně od Mount St. Helens) - druhá nejvyšší hora Washingtonu a třetí nejvyšší v Kaskádovém pohoří.
- Mount Hood (severní Oregon) - nejvyšší bod Oregonu a dost možná nejčastěji zdolávaný vrchol Kaskádového pohoří.
- Mount Jefferson (středoseverní Oregon) - druhý nejvyšší bod Oregonu.
- Three Fingered Jack (středoseverní Oregon) - vysoce erodovaný vulkán z pleistocénu.
- Mount Washington (mezi průsmyky Santiam a McKenzie) - vysoce erodovaná štítová sopka.
- Three Sisters (nedaleko města Bend) - jižní sestra je nejvyšší a nejmladší, prostřední má pyramidovitější tvar a je více erodovaná, severní je nejstarší s drolícím se vrcholkem.
- Broken Top (jihovýchodně od jižní ze Three Sisters) - vysoce erodovaná nečinná sopka.
- Newberry Volcano (nedaleko Broken Topu) - izolovaná kaldera se dvěma sopečnými jezery. Proudy lávy mohou dosáhnout až k městu Bend.
- Mount Bachelor (nedaleko Three Sisters) - mladý štítový stratovulkán, nyní je zde lyžařské středisko.
- Diamond Peak (nedaleko Willamettského průsmyku) - vulkán z čedičového andezitu.
- Mount Bailey (jižně od Mount Mazama)
- Mount Thielsen (východně od Mount Bailey) - vysoce erodovaná sopka se špičatým vrcholem.
- Mount Mazama (jižní Oregon) - známá pro své Kráterové jezero, které je kalderou, která vznikla velkou erupcí zničující celý vrchol před zhruba sedmi tisíci lety. Před výbuchem měla hora odhadem 3 350 metrů.
- Mount Scott (jižní Oregon) - jihovýchodně od Kráterového jezera, je nejvyšším bodem národního parku Kráterové jezero.
- Mount McLoughlin (nedaleko Klamath Falls) - vypadá symetricky v odrazu od vody Horního Klamathského jezera.
- Medicine Lake Volcano (severní Kalifornie) - štítová sopka s největším sopečným obsahem v Kaskádovém pohoří.
- Mount Shasta (severní Kalifornie) - druhý nejvyšší bod pohoří. Viditelný až z 225 km vzdálené Sacramentské nížiny.
- Lassen Peak (jižně od Mount Shasta) - nejjižnější sopka pohoří, také viditelná ze Sacramentské nížiny. Je nejnižším vrcholem Kaskád.

## Chráněná území
V Kaskádovém pohoří se nachází čtyři národní parky, jedna národní malebná oblast a mnoho národních památek, divočin či lesů. Předmětem ochrany jsou zde různé ledovce, sopky, geotermální zdroje, řeky, jezera a lesy.

### Národní parky

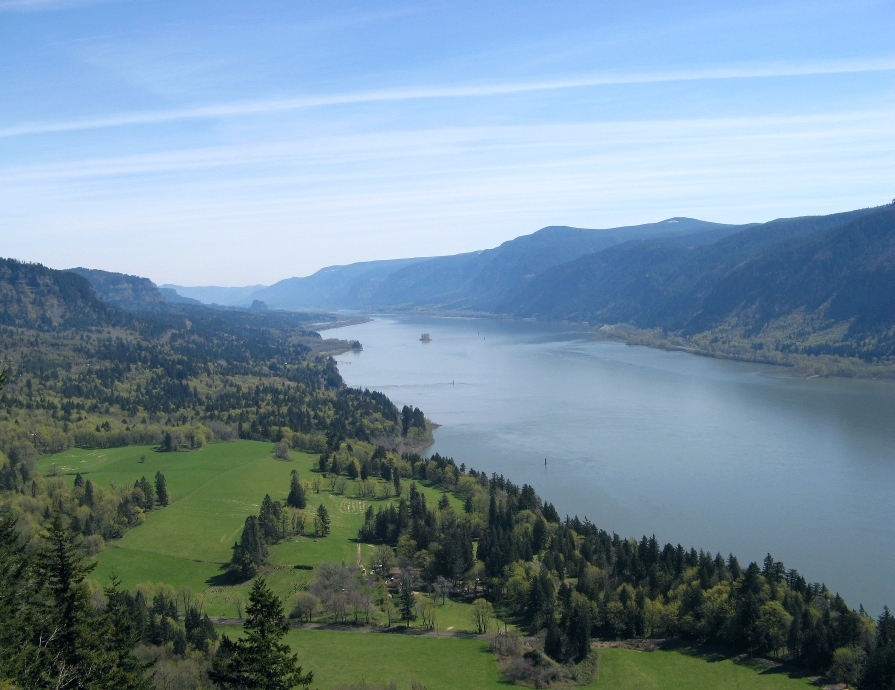
Roklina řeky Columbie, zvaná Columbia River Gorge, která protíná pohoří na hranici Washingtonu s Oregonem

- Národní park Lassen Volcanic byl založen v roce 1916 při erupci Lassen Peaku, který je parkem chráněn.
- Národní park Kráterové jezero ochraňuje zbytky hory Mount Mazama, velkého vulkánu, který byl zničen před tisíci lety, jehož kalderu zaplnila voda a vytvořila Kráterové jezero.
- Národní park Mount Rainier obklopuje nejvyšší sopku pohoří, Mount Rainier, kterou pokrývá největší ledovcový systém v USA jižně od Aljašky.
- Národní park Severní Kaskády byl vyznačen z části Severních Kaskád, ve které dominují přeměněné a usazené horniny. Nedaleko parku se nachází vrcholy Mount Baker a Glacier Peak.

### Národní malebné oblasti
- Columbia River Gorge

### Národní památky
- Národní vulkanická památka Mount St. Helens byla založena po erupci v roce 1980 aby ochránila zničené území a nabídla vědcům šanci studovat jeho obnovu.
- Národní vulkanická památka Newberry chrání území okolo sopky Newberry Volcano ve středním Oregonu.
- Národní památka Cascade-Siskyou leží v jižním Oregonu v místě, kde se sbíhají Kaskádové a Siskyouské pohoří.
- Národní památka Lava Beds v Kalifornii leží severovýchodně od sopky Medicine Lake Volcano a ochraňuje místo s nejvyšší koncentrací lávových tunelů v USA.

### Národní lesy a divočiny
- Wenatcheejský národní les
  - Divočina Alpine Lakes
  - Divočina Glacier Peak
  - Divočina Henryho M. Jacksona
  - Divočina Lake Chelan-Sawtooth
  - Divočina Norse Peak
  - Divočina Williama O. Douglase
  - Divočina Goat Rocks
- Národní les Gifforda Pinchota
  - Divočina Goat Rocks
  - Divočina Tatoosh
  - Divočina Mount Adams
  - Divočina Indian Heaven
  - Divočina Trapper Creek
  - Divočina Williama O. Douglase
- Národní les Mount Baker-Snoqualmie
  - Divočina Alpine Lakes
  - Divočina Boulder River
  - Divočina Clearwater
  - Divočina Glacier Peak
  - Divočina Henryho M. Jacksona
  - Divočina Mount Baker
  - Divočina Noisy-Diobsud
  - Divočina Norse Peak
  - Divočina Wild Sky
- Národní les Mount Hood
  - Divočina Badger Creek
  - Divočina Bull of the Woods
  - Divočina Marka O. Hatfielda
  - Divočina Mount Hood
  - Divočina Salmon-Huckleberry
- Deschuteský národní les
  - Divočina Diamond Peak
  - Divočina Mount Jefferson
  - Divočina Mount Thielsen
  - Divočina Mount Washington
  - Divočina Three Sisters
- Willamettský národní les
  - Divočina Opal Creek
  - Divočina Middle Santiam
  - Divočina Menagerie
  - Divočina Waldo Lake
- Umpquaský národní les
  - Divočina Boulder Creek
- Národní les Rogue River-Siskiyou
  - Divočina Sky Lakes
  - Divočina Rogue-Umpqua Divide
- Národní les Fremont-Winema
  - Divočina Mountain Lakes
- Národní les Shasta-Trinity
  - Divočina Mount Shasta
- Lassenův národní les
  - Divočina Caribou
  - Divočina Ishi
  - Divočina Thousand Lakes

## Ekologie

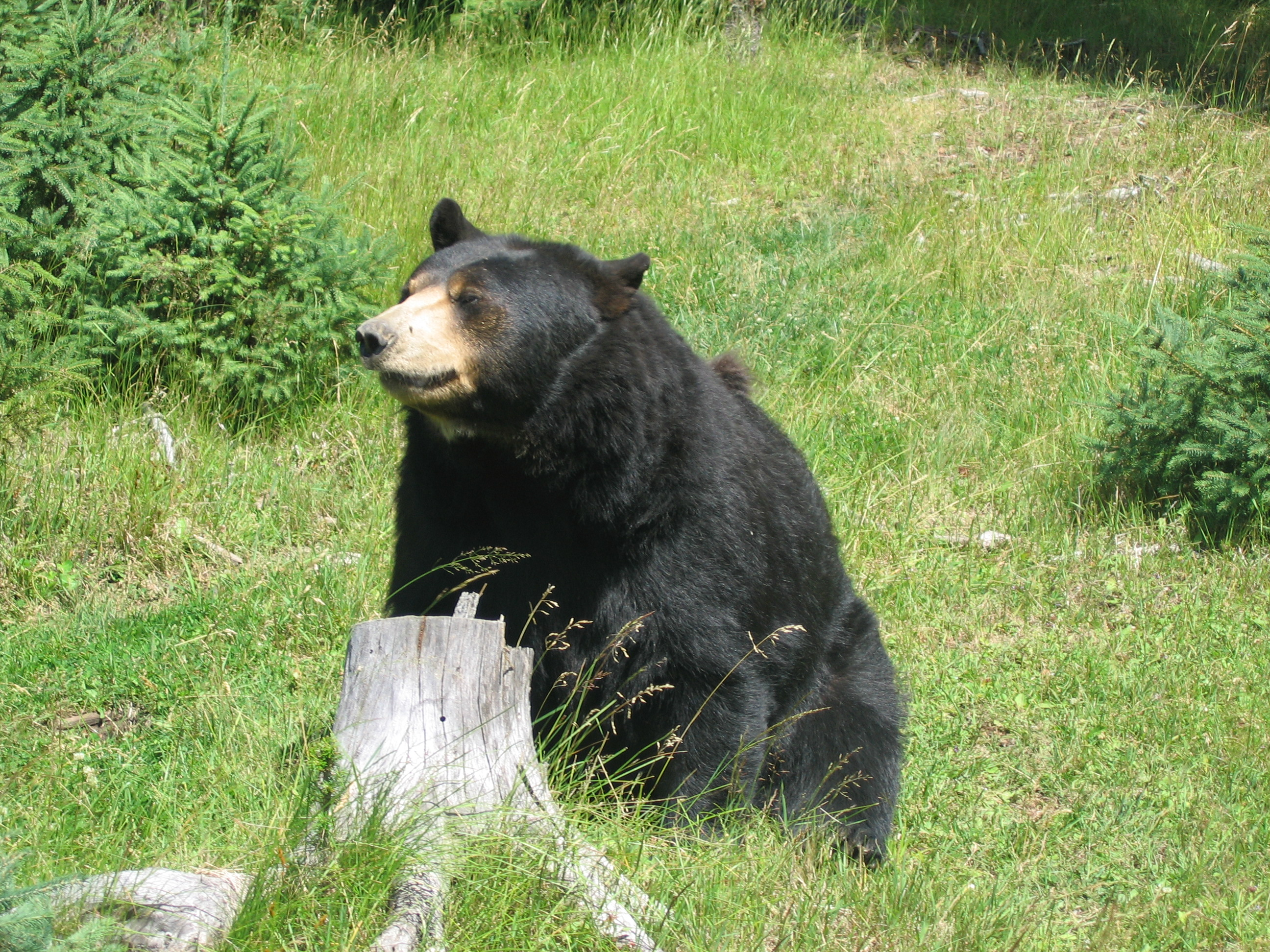
Medvěd baribal, specifický obyvatel Kaskádového pohoří

Kaskádové pohoří obývá široké spektrum fauny a flóry. Jižní část Kaskád patří do oblasti vysoké biologické diverzity, která je nazývána Kalifornskou floristickou provincií. Ze živočichů se v horách vyskytují baribalové, kojoti, rysové, pumy, bobři, jeleni a wapitiové. Na severu hor se vyskytují také grizzlyové. Většinu nižších a středních výšek pohoří pokrývají jehličnaté lesy a deštné pralesy mírného pásma. Ve vyšších výškách se pak vyskytuje tundra a ledovce. Mezi nejčastější stromy patří jedlovec západní a douglaska.